# Chiesa di San Martino (Porte di Rendena)
La chiesa di San Martino è la parrocchiale a Villa Rendena, frazione di Porte di Rendena in Trentino. Fa parte della zona pastorale delle Giudicarie dell'arcidiocesi di Trento e risale al XV secolo.

## Storia

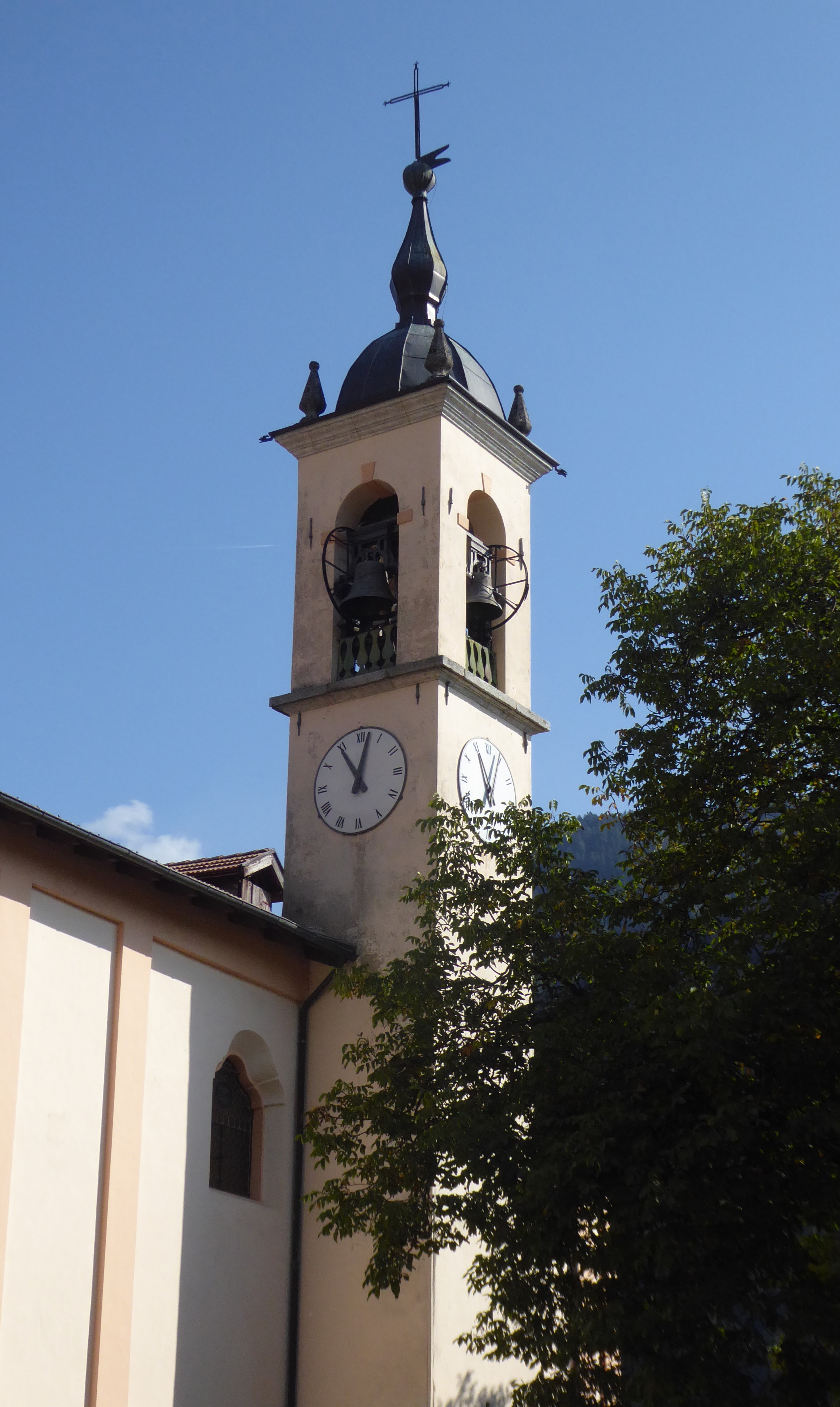
Torre campanaria.

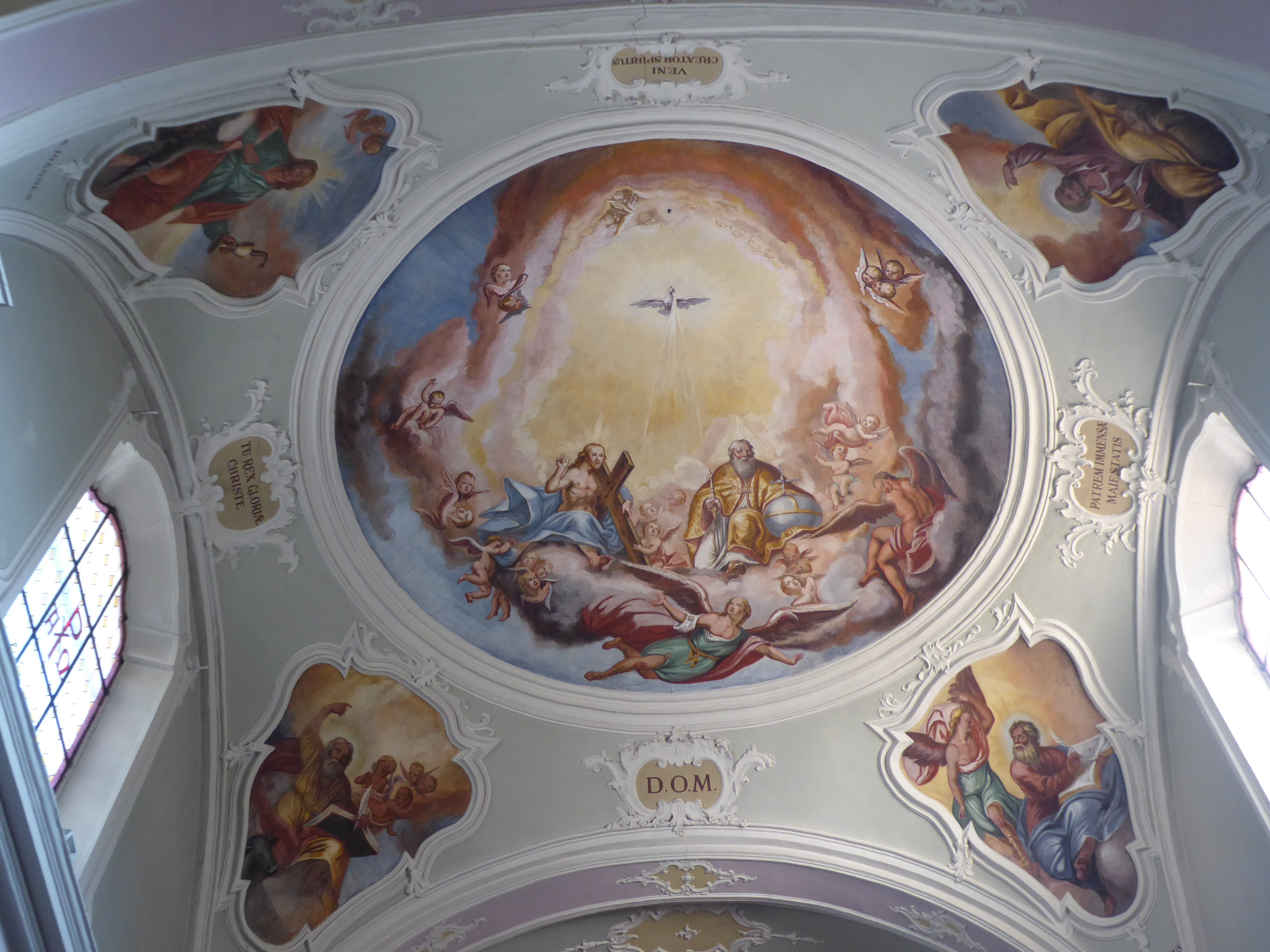
La santa Trinità e i quattro evangelisti affrescati sulla volta del presbiterio.

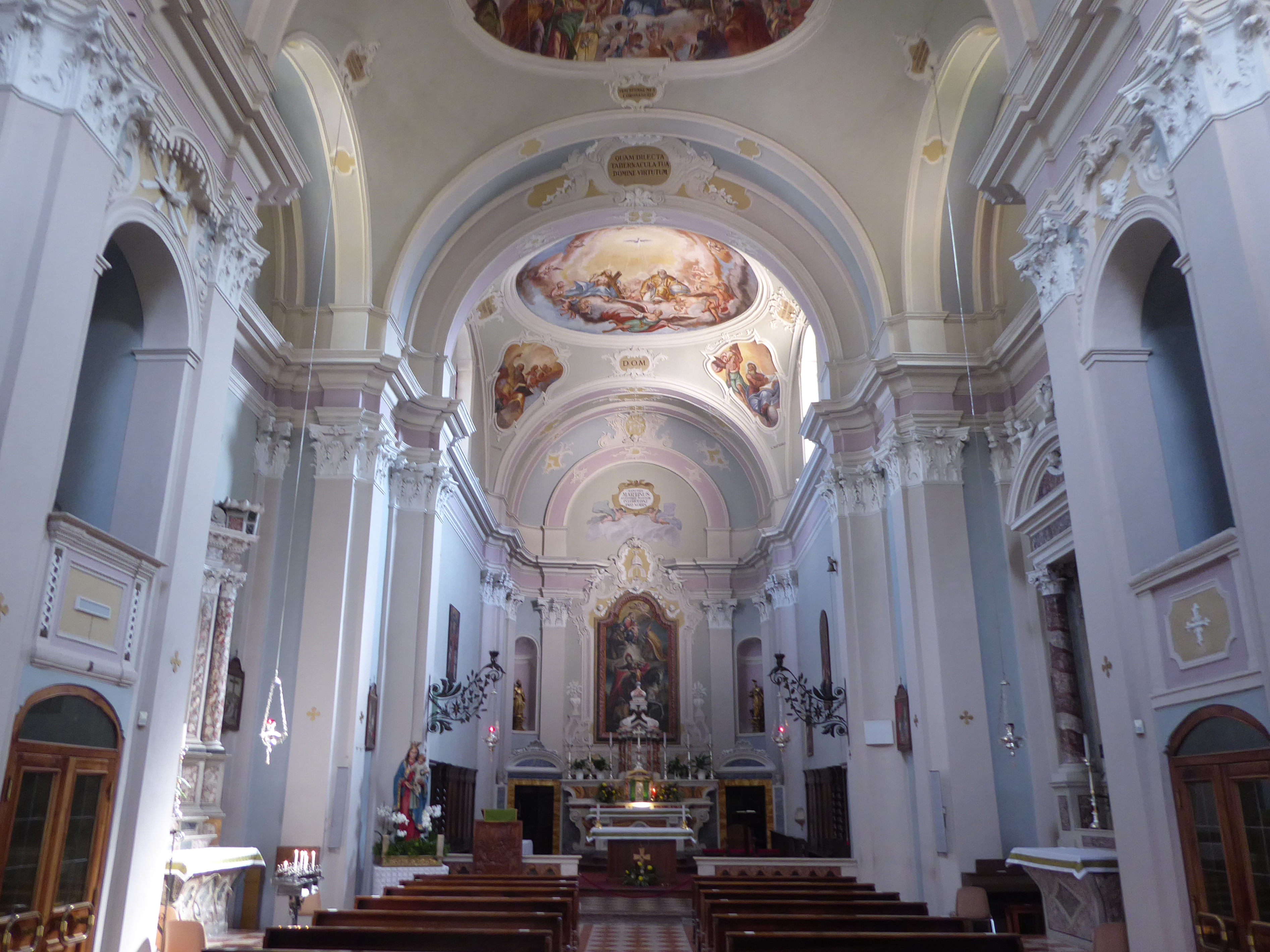
Interno.

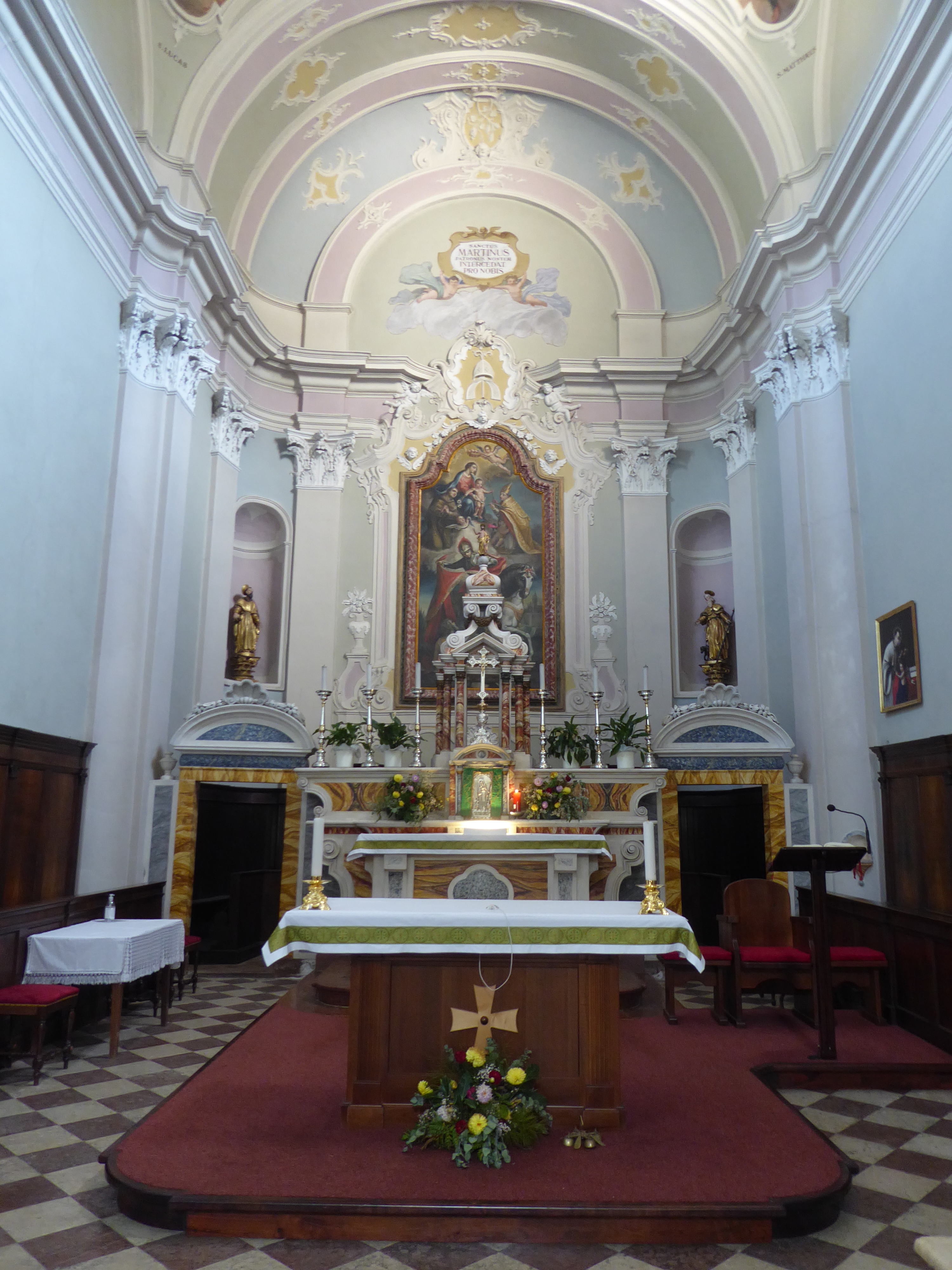
Presbiterio dopo l'adeguamento liturgico.

Il primo luogo di culto a Villa Rendena fu probabilmente una piccola cappella con dedicazione a san Martino e a Santa Caterina che venne citata già nel 1487 come chiesetta legata ad un'indulgenza concessa ai fedeli che la visitavano durante alcune importanti festività religiose. Nel 1707 ebbe dignità di curazia legata alla chiesa di San Vigilio, pieve di Spiazzo.
Nella seconda metà del XVIII secolo, tra il 1777 e il 1786, viste le condizioni nelle quali versava e le dimensioni troppo ridotte della struttura, il luogo di culto venne completamente ricostruito e il progetto fu affidato a Pietro Bianchi. Durante la costruzione le volte della sala e del presbiterio vennero anche arricchite di decorazioni a fresco. La decorazione della facciata è posteriore di un solo anno e fu realizzata a stucco da Francesco e Antonio Cometti.
La solenne consacrazione fu celebrata nel 1828 e nel corso del secolo fu ritinteggiata e restaurata. Fu restaurata ancora nel 1911 e venne elevata a dignità parrocchiale nel 1914. Concluso da tempo il primo conflitto mondiale, nel 1928, la chiesa fu oggetto di un nuovo intervento conservativo, operazione rinnovata alla fine del secolo.
L'ultimo ciclo di lavori, realizzato nei primi anni del XXI secolo, ha riguardato il consolidamento di parti della facciata, il rinnovo della pavimentazione, la sistemazione delle campane e una revisione impiantistica generale.

## Descrizione

### Esterni
La chiesa mostra orientamento verso est. La facciata è neoclassica suddivisa in due ordini e con un grande frontone superiore. L'ordine inferiore è più sviluppato e al centro ha il portale incorniciato ed architravato. Nell'ordine superiore si apre una grande finestra con cornice mistilinea che porta luce alla sala. La torre campanaria è posta in posizione arretrata sulla destra dell'edificio, mentre alla sua sinistra si trova il cimitero della comunità.

### Interni
La navata interna è unica, suddivisa in tre campate ed ampliata da due cappelle per lato poste specularmente. Il presbiterio è leggermente rialzato con balaustra.